# バタク・トバ語
バタク・トバ語 (Toba Batak) はインドネシアのスマトラ島北部、主にトバ湖の西側で使用されているオーストロネシア語族のマレー・ポリネシア語派に属する言語である。バタク文字を使用し、約200万人に使用されている。日常生活ではほぼ使われなくなったが、学校教育の中でわずかに文化史教育の一環として教えられている。

## バタク・トバ語の特徴

### 文字
バタク文字は音節文字で、自立的な「字母」と付属的な「符号」とからなる体系である。字母は、内属母音/a/を含んだ音節/Ca/(子音+a)を表記する。ただし母音のみの音節/i/および/u/を表記する特別な字母も存在する。。字母は「Ina ni surat」、符号は「Anak ni surat」と呼ばれる。
記述は伝統的に、左から右へと竹に刻むことで行われる。また、竹の下から上へと書き進むため竹を垂直に持つなどして読む。アルファベットはsi-sija-sija(9・9)と呼ばれる。これは字母の総数が、1本来表記には必要のないnyaを除き9+9つまり18個であることに由来する。

#### 字母
文字の表記は以下の通り。
| IPA          | a | ha | ma | na | ra | ta | sa | pa | la | ga | dʒa | da | ŋa  | ba | wa | ja | ɲa  | i | u |
| Ina ni surat | A | Ha | Ma | Na | Ra | Ta | Sa | Pa | La | Ga | Ja  | Da | Nga | Ba | Wa | Ya | Nya | I | I |

#### 符号
内属母音以外の母音は、字母に符号をつけることで表記できる。
また、内属母音抹消符号(pangolat)をつけることで子音のみを表記できる。
文字の表記は以下の通り。ここでは/Ka/を例にとる。
| 音価     | 文字表記 | 名称                 |
| -------- | -------- | -------------------- |
| ke       | Ke       | hatadingan           |
| ki       | Ki       | haluain              |
| ko       | Ko       | siala                |
| ku       | Ku       | haborotan/haboruan   |
| kang     | Kang     | hamisarang/paminggil |
| 子音のみ |          | pangolat             |

## 音韻

### 母音
a  /a/

i  /i/

u  /u/

e  /é/ /è/

o  /o/ /ô/

母音/é/と/è/、/o/と/ô/はそれぞれeおよびoによって区別なく表記される。

子音
|           | Solid | Solid  | Fluid       | Fluid   | Fluid    | Fluid |  |
| --------- | ----- | ------ | ----------- | ------- | -------- | ----- |  |
| Edged     | Blunt | Nasals | Semi-Vowels | Triller | Aspirate |       |  |
| Gutturals | k     | g      | ng          |         | r        | h     |  |
| Palatals  | (tj)  | dj     | (nj)        | j       |          |       |  |
| Dentals   | t     | d      | n           |         | l        |       |  |
| Labials   | p     | b      | m           | w       |          |       |  |
| sibilant  | s     |        |             |         |          |       |  |

## 形態論
バタク・トバ語では、動詞が「基語」と「派生語」にわかれる。派生語は接辞を基語につけることによって作られる。そのうち、一種類の接辞が付くものを「simple derived verbs」、それ以上の数の接辞が付くものを「compound derived verbs」と呼ぶ。simple derived verbsに付く接辞は6種類あり、「ma-」「mang-」「mar-」「um-」「pa-」「ha-」がある。compound derived verbsに着く接辞は11種類あり、「ma-hi」「ma-si」「mang-si」「ma/mang/mar-hu」「mangun」「mangi」「mar-si」「pa-tu」「ur/ar」「al」「mangha/marha]がある。このうちur/ar/alは接中辞である。
重複が表す意味は語に依存する。動作を表す語であれば動作の繰り返しや継続を表し、動作でない場合はそれに似た状況を表す。

例　　linjang-linjang 「穴のようなもの」
また動詞の重複は基語のみが繰り返される。

例　　manomba-nomba